# Hünstein (Gladenbacher Bergland)

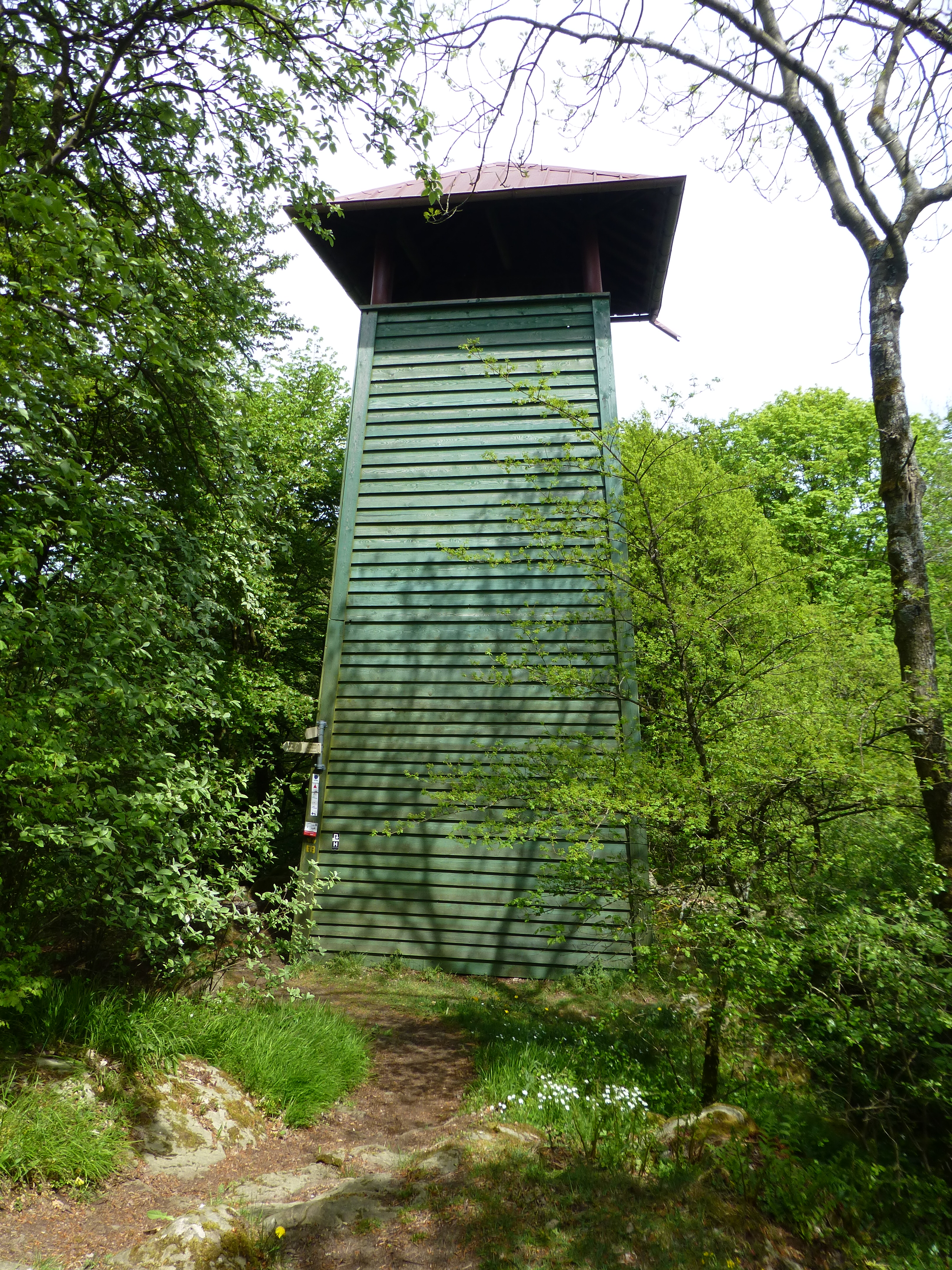
Aussichtsturm auf dem Hünstein

Der Hünstein ist ein 503,7 m ü. NHN hoher Berg im Gladenbacher Bergland bei Holzhausen am Hünstein im mittelhessischen Landkreis Marburg-Biedenkopf. Auf ihm befinden sich der Ringwall Hünstein und ein Aussichtsturm.

## Geographie

### Lage
Der Hünstein erhebt sich im Osten der Bottenhorner Hochflächen in den Allbergen, zu den der Allberg (527,7 m) und Staufenberg (468 m) gehören und die mit dem Daubhaus maximal 551,8 m hoch sind. 
Der Gipfel des im Naturpark Lahn-Dill-Bergland befindlichen Berges liegt 150 m nördlich der Grenze der Gemeinde Dautphetal zur Stadt Gladenbach – etwa 1,4 km südsüdöstlich von Holzhausen am Hünstein. Auf der Nordostflanke des Berges entspringt der Folkerbach als Zufluss der westlich fließenden Dautphe. Etwas ostsüdöstlich liegt jenseits vom Staufenberg die Quelle der Allna.

### Naturräumliche Zuordnung
Der Hünstein gehört in der naturräumlichen Haupteinheitengruppe Westerwald (Nr. 32), in der Haupteinheit Gladenbacher Bergland (320) und in der Untereinheit Lahn-Dill-Bergland (320.0) zum Naturraum Bottenhorner Hochflächen (320.01).

## Ringwall Hünstein
Auf dem Berg befindet sich der Ringwall Hünstein, der ebenso wie die etwa 850 m südsüdwestlich gelegene Ringwallanlage auf dem Daubhaus der Hallstattzeit oder der Latènezeit zugeordnet wird.

## Hünsteinturm
Der knapp 20 Meter nördlich und leicht unterhalb des Gipfels stehende Hünsteinturm ist ein 10 m hoher Aussichtsturm, der 1930 von Mitgliedern des Oberhessischen Gebirgsvereins nach Plänen des Marburger Architekten August Dauber als Holzkonstruktion errichtet wurde. Er wird zurzeit (Stand 2014) teilweise von umstehenden Bäumen überragt, jedoch fällt der Blick zwischen Baumkronen hindurch oder über diese hinweg unter anderem nach Holzhausen und östlich daran vorbei nach Mornshausen mit dem nördlich davon gelegenen Dautphe. Im unteren Teil des Turms befindet sich ein Schutzraum, von dem eine hölzerne Treppe mit 32 Stufen zur 6,6 m hoch liegenden überdachten Aussichtsplattform führt.

## Verkehr und Wandern
Nördlich vorbei am Hünstein führt von Holzhausen zur Bundesstraße 453 in Nordwest-Südost-Richtung die Kreisstraße 74. An dieser Straße liegt nahe der südöstlichen Ortsausfahrt ein Parkplatz (⊙), von wo aus der Berg auf zumeist Waldwegen und -pfaden erwandert werden kann. 250 m westlich des Berges liegt als weiterer Ausgangspunkt für Wanderungen die Schutzhütte Hirzenhecke, die von der Kreisstraße 74 über eine befestigte Stichstraße erreichbar ist. Unmittelbar über den Hünstein verläuft der Lahn-Dill-Bergland-Pfad (Etappe 4) auf dem Abschnitt von Gladenbach nach Caldern.